# Раб (град)
Раб је град у Републици Хрватској у Приморско-горанској жупанији. Према резултатима пописа из 2011. у граду је живело 8.065 становника, а у самом насељу је живело 437 становника. Налази се на истоименом острву у Јадранском мору.

## Историја
Раб се први пут спомиње у путопису грчког географа Псеудо Скилакса који острва Раб и Паг спомиње под заједничким именом „Mentorides“.
У Птолемејевим списима спомиње се острво Скардона, а на њему два града: Arba и Kollenton. Од каснијих грчких и римских путописаца и географа, Плиније Старији у свом дјелу “Историја природе” (Historia naturalis), спомиње Раб под именом Арба.
У каснијим латинским исправама Раб се спомиње под различитим именима: Арбиа, Арбиана, Арбитрана, Арбум и Арбе. Значење и порекло данашњег имена Раб, тешко је утврдити. Највероватније је да је данашње име острва и града Раба настало од илирског или либурнског имена Арба, што иначе значи шумовит, зелен. Име Раб у писаним се документима први пут спомиње тек средином петнаестог века.
Трагови живота на острву сежу још од старијег каменог доба. Праисторијска налазишта су дуж целог острва, а највише је артефаката пронађено на полуострву Лопар (налази старијег и средњег каменог доба, млађег каменог доба, бакарног и бронзаног доба) док су налазишта гвозденог доба на локалитетима: Кампор, место Раб, Бањол и Барбат.
Најстарији становници острва Раба за које историја зна били су Илири или тачније илирско племе Либурни, који су у доба п. н. е. боравили на подручју од реке Раше у Истри до реке Крке у Далмацији, укључивши и острва наведеног подручја.
Током раног средњовјековног раздобља, Раб је био под врховном влашћу Византијског царства, а у административном погледу је припадао тадашњој византијској теми Далмацији. На заседању Седмог васељенског сабора (787) учествовао је и епископ Урсо из Раба.
Сломом Аустро-угарске монархије, крајем Првог светског рата 1918. године формирана је Краљевина Срба, Хрвата и Словенаца, која је 1929. године названа Краљевина Југославија. Острво Раб није одмах ушло у састав новоосноване краљевине. Италија је након слома Аустро-угарске монархије, осим још неких других острва и крајева, окупирала и острво Раб. Након Рапалског мира, 23. априла 1921. године острв Раб улази у састав КСХС, касније Краљевине Југославије.
Оружани напад Сила Осовине на Југославију 6. априла 1941. био је изненадан, а она је тада као институција нестала сломом њене војне силе. Италијанска окупацијска војска дошла је на Раб 17. априла 1941. године. Убрзо затим формиран је посебан облик окупаторске власти — Цивилни комесаријат. Римским уговором 18. маја 1941. године закљученим између Мусолинија и Павелића, Раб је анектиран фашистичкој Италији. Средином и крајем лета 1943. године утицај партизана (НОП) на острву стално јача. Након капитулације Италије, до тада илегални партизански НОО преузимају целокупну управну и судску власт на острву. Немачке јединице заузеле су Раб у другој половини месеца марта 1944. године. Касније је острво уступљено НДХ. Партизанска власт (НОО) поновно је успостављена након доласка партизанских јединица и заузимања острва 12.4.1945. године. Од тада до слободних избора 1990. године Раб је у саставу СФРЈ. Распадом државе СФРЈ, након слободних избора, Раб је у саставу независне Републике Хрватске.

## Становништво
За разлику од осталих кварнерских острва, које карактерише релативно велики број насеља, острв Раб има релативно мали број насеља. На острву их има 8: Бањол, Барбат, Кампор, Лопар, Мунданије, Палит, Раб и Супетарска Драга.
Изузимајући Мунданије сва су остала рапска насеља лоцирана у близини мора. Због тога се третирају као туристичка насеља.
На положај насеља у рапској општини утицали су клима и састав подлоге. Сва су рапска насеља настала у просторима заштићеним од буре. Тај је утицај толико велики тако да су сва насеља окренута на југозапад.
Веома значајна карактеристика насеља на острву Рабу јест то да су везана уз флишне зоне што указује на велику улогу пољопривредног искоришћавања у прошлости.
Раб је међу оним малобројним јадранским острвима који не бележе пад броја становника. Штавише, број становника стално се повећава. Но ипак, број становника осцилира према годишњем добу. Током лета број расте док зими пада због сезонског рада и ослањања на туризам сезонског типа.
Нагли туристички развитак из корена је промијенио начин живота, тако да сада готово све становништво острва посредно или непосредно живи од туризма.

## Попис1991.
На попису становништва 1991. године, насељено место Раб је имало 592 становника, следећег националног састава:
| Попис 1991.‍  | Попис 1991.‍  | Попис 1991.‍ | Попис 1991.‍ | Попис 1991.‍ |
| ------------ | ------------ | ----------- | ----------- | ----------- |
|              |              |             |             |             |
| Хрвати       | Хрвати       |             | 511         | 86,31%      |
| Албанци      | Албанци      |             | 25          | 4,22%       |
| Словенци     | Словенци     |             | 9           | 1,52%       |
| Југословени  | Југословени  |             | 7           | 1,18%       |
| Муслимани    | Муслимани    |             | 3           | 0,50%       |
| Турци        | Турци        |             | 3           | 0,50%       |
| Чеси         | Чеси         |             | 3           | 0,50%       |
| Италијани    | Италијани    |             | 2           | 0,33%       |
| Мађари       | Мађари       |             | 2           | 0,33%       |
| Македонци    | Македонци    |             | 2           | 0,33%       |
| Срби         | Срби         |             | 2           | 0,33%       |
| неопредељени | неопредељени |             | 12          | 2,02%       |
| регион. опр. | регион. опр. |             | 2           | 0,33%       |
| непознато    | непознато    |             | 9           | 1,52%       |
| укупно: 592  |              |             |             |             |

## Споменици и знаменитости
На малом полуострву, смештеном имеђу увале Св. Еуфемија и градске луке, израстао је сликовит и леп градић, који својим карактеристичним обликом, са четири звоника, подсећа на велики једрењак са четири високо уздигнута јарбола.
На северозападном делу Трга Municipium Arbe налази се једна од најлепших грађевина у граду, некадашњи кнежев двор, а сада скупштина града Раба. Од некадашњих античких грађевина није остало готово ништа, јер је град неколико пута био рушен и поновно грађен.
У XII веку Раб је био значајан град и седиште бискупије, па је на молбу ондашњега бискупа новосаграђену цркву посветио лично папа Александар III 1177. године на повратку из Задра у Рим.
На северозападном делу острва, уз дубоку увалу, сместило се насеље Супетарска Драга. Име села изведено је из назива самостана св. Петра у Драги. У средини простране плодне долине 1059. године основана је бенедиктинска опатија св. Петра у Драги.
Барбат, најјужније село острва, протеже се морским појасом дуж Барбатског канала. Судећи према остацима некадашњих грађевина, на овом су подручју постојала врло стара насеља. На узвишењу св. Дамијан виде се остаци старе градине и црквице св. Дамијана, која се спомиње у XIV веку. Ове рушевине потичу још из доба грчких насеобина и врло је вероватно да се радило о грчкој војној колонији основаној у IV веку п. н. е.. Претпоставља се да би рушевине на брду св. Дамијан могле бити остаци античког града Птолемејеве Коленте. У подножју брда, код заселка Перчинић, за време осеке у мору се примећују остаци зидина града кога су га основали бегунци склањајући се на Раб у бекству пред Атилом.
При крају увале Еуфемија, на малом узвишењу уз море, смештен је самостан св. Еуфемије. Црквица св. Еуфемије спомиње се већ у XIII веку и према њој је самостан добио име. У самостану се чува и једна од најбогатијих старих библиотека. У Хроници самостана бележени су сви важнији догађаји у животу острва Раба у последњих седам векова.

## Партнерски градови
- Кочевје
- Кенигсбрун
- Сежана
- Сан Марино